# النهير (المضاربة والعارة)

تعديل مصدري - تعديل

النهير هي إحدى قرى عزلة المضاربة بمديرية المضاربة والعارة التابعة لمحافظة لحج، بلغ تعداد سكانها 47 نسمة حسب تعداد اليمن لعام 2004.